# Jules Onana
Jules Denis Onana (Yaoundé, 12 luglio 1967) è un ex calciatore camerunese, di ruolo difensore.

## Carriera

### Club
Inizia la sua carriera nel 1988 con i Canon Yaoundé. Nel 1991 vince campionato e coppa camerunese. Grazie alle sue buone prestazioni nel periodo viene notato e convocato dalla sua nazionale. Nel 1994 dopo poco più di 6 anni decide di ritirarsi dal calcio giocato ad appena 27 anni.
Nel 1999, dopo tanta inattività vola in Indonesia, ingaggiato dal Persma Manado. Dopo una stagione con i gialloblu si svincola. 
Non pago però nel 2002 fa il suo terzo ed ultimo ritorno tra i professionisti; stavolta in forza al Pelita Jaya, sempre nell'arcipelago indonesiano.

### Nazionale
Partecipa a due Coppe d'Africa e ad un mondiale (quello 1990) per un totale di 26 presenze.